# (3591) Vladimirskij
(3591) Vladimirskij est un astéroïde de la ceinture principale.

## Description
(3591) Vladimirskij est un astéroïde de la ceinture principale. Il fut découvert le 31 août 1978 à Naoutchnyï par Nikolaï Tchernykh. Il présente une orbite caractérisée par un demi-grand axe de 3,17 UA, une excentricité de 0,14 et une inclinaison de 1,1° par rapport à l'écliptique.

## Compléments